# BASF

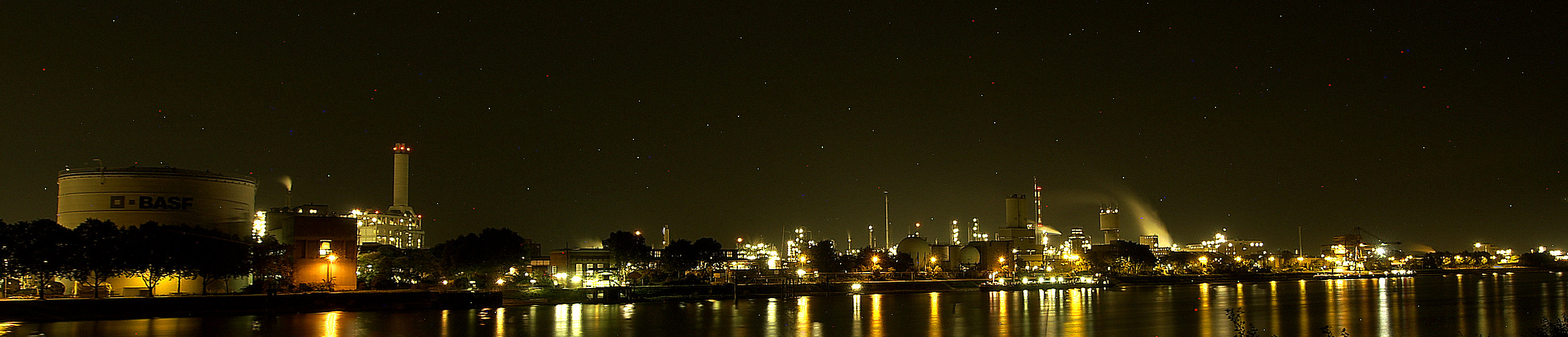
Sediul central al concernului în Ludwigshafen

BASF SE (Badische Anilin- und Soda-Fabrik Societate Europeană; pronunție în germană: /be a es ef/, v. AFI) este cea mai mare companie chimică din lume, având în anul 2006 o cifră de afaceri de 52,6 miliarde euro și peste 95.000 de angajați. Este o companie germană cu sediul la Ludwigshafen, landul Renania-Palatinat.

## BASF în România
Grupul BASF este prezent și în România, unde a avut o cifră de afaceri de 557 milioane euro în anul 2006.
Cea mai mare pondere în cifra de afaceri este deținută de divizia de petrol și gaze, WIEE România, care a realizat afaceri de 497 de milioane de euro, în timp ce divizia industrială a realizat afaceri de 60 de milioane de euro.
BASF deține la Ploiești o capacitate de producție de aditivi pentru betoane, inaugurată în anul 2007, în urma unei investiții de două milioane de euro.